# Powiat peczeniżyński
Powiat peczeniżyński – powiat województwa stanisławowskiego II Rzeczypospolitej. Jego siedzibą było miasto Peczeniżyn. W skład powiatu wchodziło 21 gmin wiejskich i 1 miasto.
1 kwietnia 1929 r. został zniesiony, a jego obszar włączono do powiatu kołomyjskiego.

## Gminy
- Akreszory
- Bania-Berezów
- Berezów Niżny
- Berezów Średni
- Berezów Wyżny
- Jabłonów miasteczko
- Kluczów Mały
- Kluczów Wielki
- Kniażdwór
- Kosmacz
- Kowalówka
- Lucza
- Luczki
- Markówka
- Młodiatyn
- Myszyn
- Rungury
- Słoboda Rungurska
- Stopczatów
- Tekucza
- Utoropy

## Miasta
- Peczeniżyn